# Limnoria andamanensis
Limnoria andamanensis là một loài chân đều trong họ Limnoriidae. Loài này được Rao & Ganapati miêu tả khoa học năm 1969.